# (6917) 1993 FR2
A (6917) 1993 FR2 a Naprendszer kisbolygóövében található aszteroida. Satoru Otomo fedezte fel 1993. március 29-én.